# Vlag van Zuid-Korea
De vlag van Zuid-Korea (Taegeukgi; Hangul: 태극기, Hanja: 太極旗) heeft een wit veld met daarop een rood (boven) met blauw yin-yang-symbool in het centrum; er zijn verschillende zwarte trigrammen uit het oude I Ching (Boek van Veranderingen, genaamd "Yeok" in het Koreaans) in elke hoek van het witte gebied.

## Geschiedenis
Vóór 1876 had Korea geen vlag, maar had de koning zijn eigen koninklijke standaard. Het ontbreken van een nationale vlag werd opgemerkt tijdens de onderhandelingen over het Japan-Korea verdrag van 1876. De afgevaardigde van Japan had de eigen nationale vlag meegenomen, maar deze ontbrak voor de Joseondynastie. Sommigen Koreanen stelden voor een nationale vlag te ontwerpen, maar dit werd door de hoogste bestuurders als onbelangrijk en onnodig ervaren.
Een paar jaar later, omstreeks 1880, leidde onderhandelingen met andere landen tot de behoefte aan een nationale vlag. Aanvankelijk werd het idee geopperd om de vlag van de Chinese Qing-dynastie over te nemen, met bescheiden aanpassingen, maar om onbekende redenen werd dit niet geaccepteerd.
In 1882 bracht de Amerikaanse afgezant Robert Wilson Shufeldt de nationale vlag weer ter sprake. Koning Gojong stemde in en gaf opdracht voor het ontwerp van een vlag. Het basisidee van de taeguk en trigrammen werd vrij snel geaccepteerd. Op 14 mei 1882 werd de vlag gepresenteerd en keurde Gojong het ontwerp goed. Op 6 maart 1883 werd het de officiële nationale vlag. Door een gebrek aan specifieke richtlijnen week het ontwerp van de vlag op details, zoals afmetingen en kleuren, af.
Bij de officiële oprichting van Zuid-Korea adopteerde het land de nationale vlag op 15 augustus 1948. Om een einde te maken aan de kleine afwijkingen vormde de regering in januari 1949 een comité die op 15 oktober 1949 de specificaties voor de vlag vastlegde. Het noordelijke deel van Korea gebruikte ook de Zuid-Koreaanse vlag totdat het nieuwe ontwerp in juli 1948 werd geïntroduceerd.
In februari 1984 werden de exacte afmetingen van de vlag gecodificeerd. In oktober 1997 werd voor het eerst een exact kleurenschema voor de vlag vastgelegd via een presidentieel decreet. De huidige officiële kleuren zijn vastgesteld op 30 mei 2011.

## Symboliek

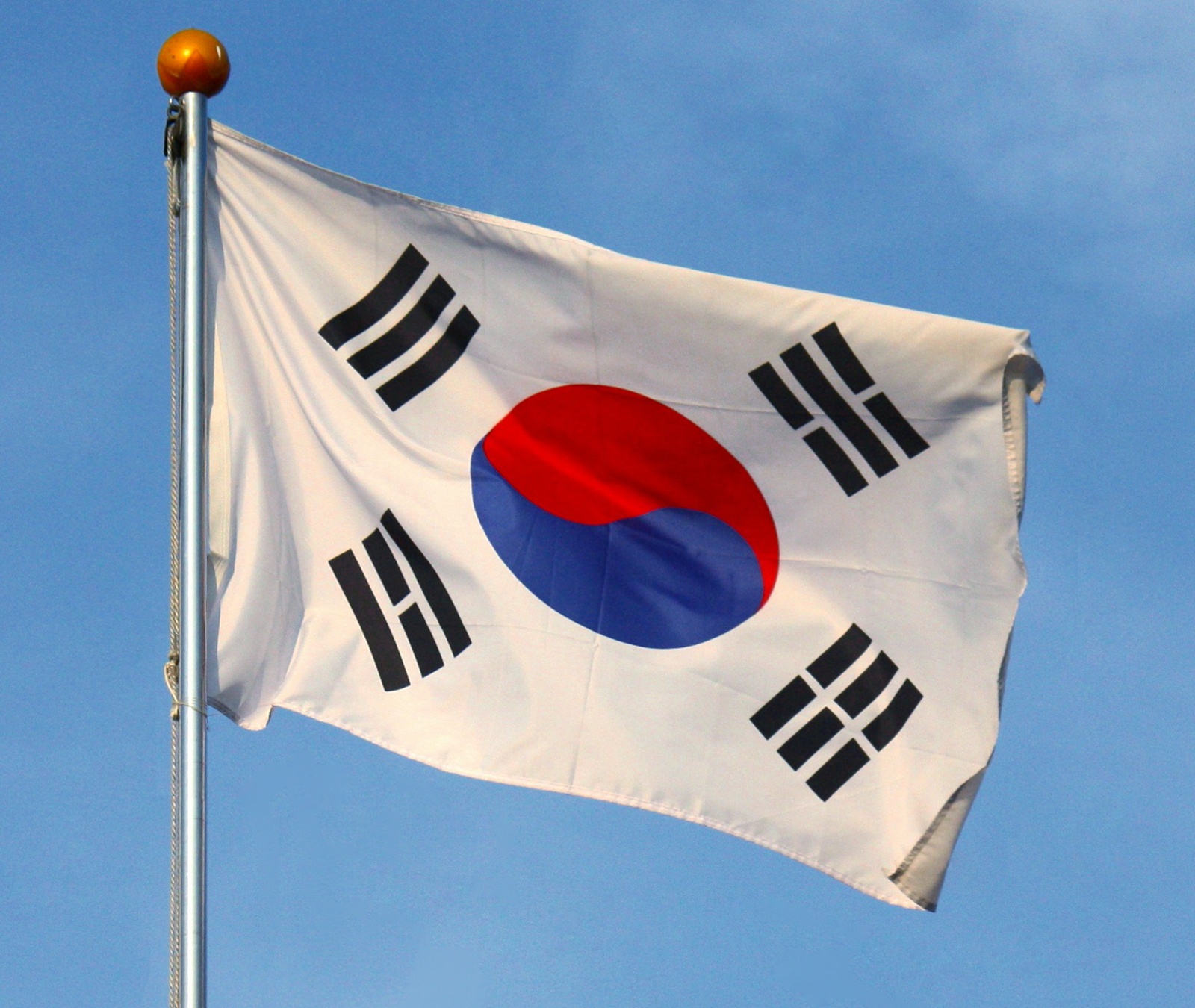
Vlag van Zuid-Korea

De symboliek op de vlag komt uit de oude taoïstische filosofie van yin yang (uitgesproken als „eum yang“ in het Koreaans). De witte achtergrond symboliseert vrede.
De rode en blauwe cirkel wordt taeguk genoemd, de oorsprong van alle dingen in het heelal. Het blauw (eum) vertegenwoordigt de negatieve aspecten van taeguk. Het rood (yang) beschrijft de positieve aspecten. Samen vertegenwoordigen zij een ononderbroken beweging binnen de oneindigheid.
De vier trigrammen in de vlag zijn:
- ||| Kracht (☰; geon (건; 乾) in het Koreaans) = hemel (天);
- |¦| Straling (☲; ri (리; 離)) = vuur (火), zon, en yang;
- ¦|¦ Kloof (☵; gam (감; 坎)) = water (水), maan, en yin;
- ¦¦¦ Veld (☷; gon (곤; 坤)) = aarde (地).

In de Chinese filosofie zijn acht trigrammen verwant met de vijf elementen vuur, water, aarde, hout en metaal. Een analogie kan ook met de vier westerse klassieke elementen worden getrokken.
De vlag werd ontworpen in 1882 tijdens de regeerperiode van koning Gojong van Korea door Bak Yeong-hyo, de Koreaanse ambassadeur in Japan.

## Historische vlaggen

Goryeodynastie (918-1392)
Joseondynastie (1392–1882)
Eerste versie Taegeukgi (1882–1897)
Keizerrijk Korea (1897-1910)
Japanse resident-generaal van Korea (1905–1910)
Japanse bezetting van Korea (1910–1945)
Voorlopige regering van de Republiek Korea (1919–1945)
Korea (1945–1948)
Een marcherende vlag gehouden door de commandant van het Onafhankelijkheidsleger
De vlag van de Volksrepubliek Korea van augustus 1945 tot december 1945, toen de USAMGIK de PRK verbood
Verenigde Staten Leger Militaire Regering in Korea (1945–1948)
Zuid-Korea (1948–1949)
Zuid-Korea (1949–1984)
Zuid-Korea (1984–1997)
Zuid-Korea (1997–2011)
Zuid-Korea (2011–heden)